# Ибарски партизански одред
Ибарски партизански одред је био партизанска јединица у саставу Народноослободилачке војске и партизанских одреда Југославије током Другог светског рата у Југославији.

## Историјат
Формиран је 2. новембра 1943. на планини Голији код села Одвраћенице, састава две чете, од људства са Косова и Старог Колашина. Дејствовао је у долини ријеке Ибра и на Копаонику. У борбама 14. новембра у селу Гувништу на Копаонику разбила га је четничка 2. студеничка бригада и четнички летећи батаљони и нанели му губитке од 17 погинулих. После тога један део одреда дејствовао је у Метохији, а један у долини Ибра. Августа 1944. од, бораца са територије студеничког, дежевског и косовскомитровичког среза, поновно је оформљен Ибарски одред јачине 53 борца, да би октобра 1944. нарастао на 750 људи распоређених у 4 батаљона. Почетком септембра дејствовао је на немачка упоришта у долини Ибра од Косовске Митровице до Рашке и садејствовао Оперативној групи дивизија (2, 5. и 17. дивизији) у форсирању Ибра и њеном избијању на Копаоник. Крајем октобра 1944. из Ибарског одреда је издвојена група бораца са Косова која је, као Косовски батаљон, потпомагала дејства 24. српске дивизије НОВЈ на комуникацији у долини Ибра, према Трепчи и Косовској Митровици. У садејству са једном бригадом српске 22. дивизије и неким деловима бугарске 12. дивизије, учествовао у ослобођењу Рашке 28. новембра. У Косовској Митровици формирана је од људства Ибарског одреда и нових бораца 13. децембра 6. косовско-метохијска бригада